# Friedel Peisert
Friedel (Elfriede) Peisert, verh. Sternkopf (* 1932 in Jena; † 2011 in Tübingen), war eine deutsche Künstlerin, die in Tübingen lebte.

## Leben und Wirken
Peisert studierte Malerei und Grafik an der Hochschule für Bildende Künste in Berlin. Sie spezialisierte sich auf Phantastischen Realismus, Surrealismus und Neoklassizismus. Im Jahr 1977 bekam sie den Villa-Massimo-Preis verliehen.
Im Jahr 1981 erhielt sie das Diplom der Universita delle Arti Salsomaggiore. Sie war lithographisch in der Werkstatt Wolfenberger in Zürich tätig und war Mitglied der Accademia Italia in Salsomaggiore und Parma.
Sie stellte ihre Werke unter anderem in Deutschland, Italien, Frankreich und der Schweiz aus, und diese sind in zahlreichen öffentlichen Sammlungen vertreten, z. B. in den Universität Tübingen (Graphische Sammlung des Kunsthistorischen Instituts) und Basel, im Mainzer Gutenberg-Museum, im Zürcher Salon Wolfsberg, in der Galerie Albstadt, im Tübinger Institut Culturel Franco-Allemand sowie im Basler Art Forum Hilton.
Sie ist verarmt und einsam gestorben. Ihr Nachlass umfasste etwa 3000 Kunstwerke.

## Ausstellungen
- Technisches Rathaus der Universitätsstadt Tübingen, 4. – 27. Januar 1969[7]
- Galerie Albstadt, 17. Juli – 6. September 1998[8]